# Università Pompeu Fabra

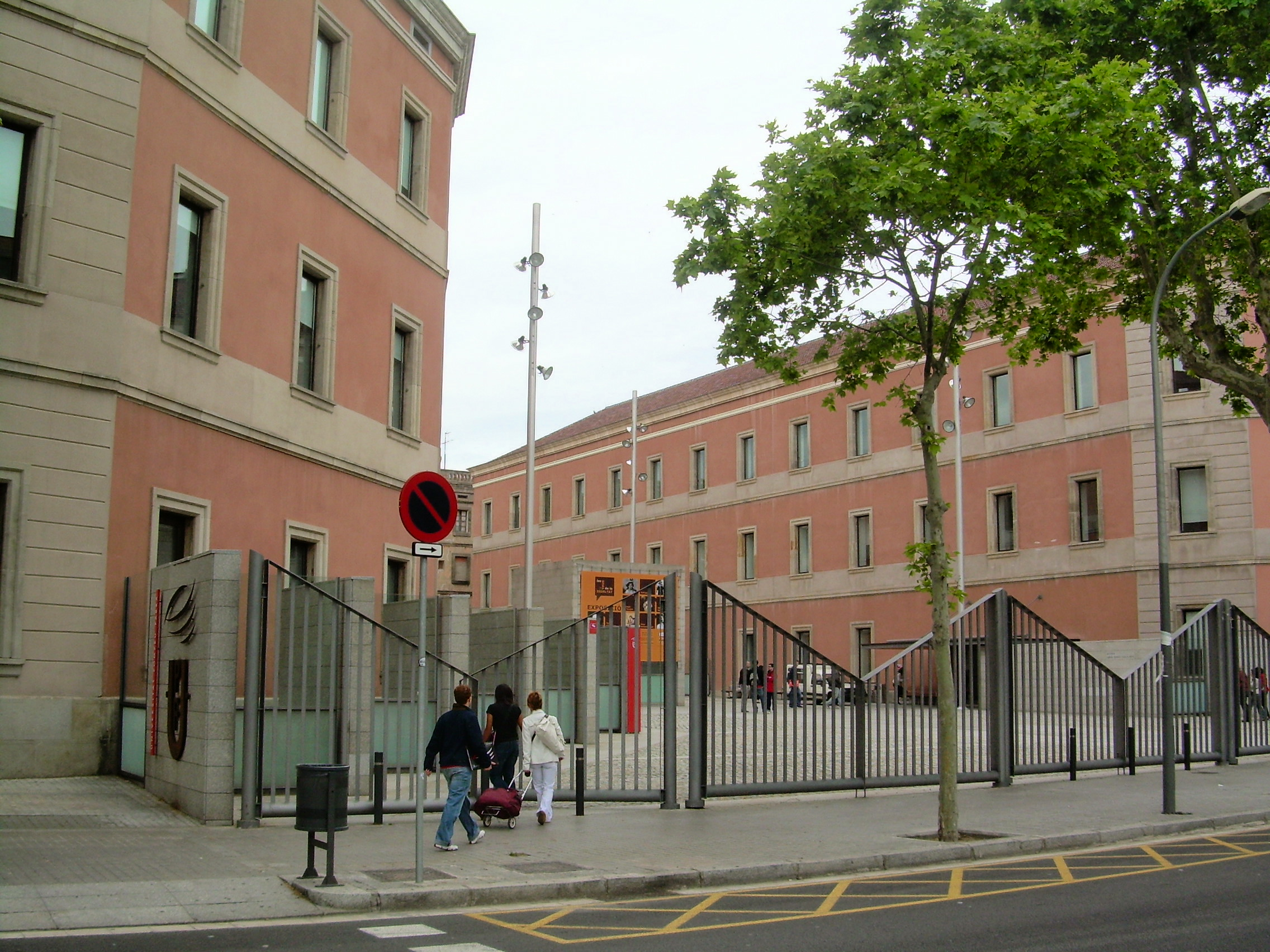
Scorcio della cittadella universitaria.

L'Università Pompeu Fabra (in catalano Universitat Pompeu Fabra, in spagnolo Universidad Pompeu Fabra, sigla UPF) è un'istituzione universitaria catalana, sita a Barcellona, una delle università più prestigiose della Spagna e dell'Europa, nonché unico ateneo spagnolo tra i primi 200 migliori al mondo secondo la Classifica annuale del Times Higher Education. 
L'università Pompeu Fabra nasce nel 1990 e si posiziona rapidamente nei primissimi posti dei ranking spagnoli, europei e mondiali per livello di innovazione ed eccellenza, specialmente nel settore Management & Economics.
È inoltre l'università spagnola più efficiente e più produttiva, secondo numerosi ranking nazionali e internazionali, occupando il primo posto nel ranking nazionale spagnolo della produttività scientifica dall'anno 2009.
Nel 2010 l'ateneo è stato nominato "Campus d'Eccellenza Internazionale" dal governo di Spagna.
La UPF si ispira ai principi di libertà, democrazia, giustizia, uguaglianza, indipendenza e pluralismo. Fin dagli inizi, questa istituzione accademica si è posta due grandi obiettivi: formare professionisti e cittadini responsabili, contribuendo allo sviluppo della ricerca. 
Il prestigioso ateneo comprende tre campus dislocati nella metropoli catalana: edificio Balmes, Campus de la Ciutadella e Campus del Mar. 
Prende il nome dal grammatico catalano Pompeu Fabra, linguista e autore del dizionario omonimo.